# Giorgi Baramidze
Giorgi Baramidze (gruz. გიორგი ბარამიძე; ur. 5 stycznia 1968 w Tbilisi) – gruziński polityk, deputowany Parlamentu Gruzji, minister spraw wewnętrznych (2003–2004), minister obrony (2004), od 2004 minister ds. integracji europejskiej i euroatlantyckiej, od 2006 wicepremier.

## Życiorys
Ukończył studia w zakresie technologii chemicznej na Gruzińskim Uniwersytecie Technicznym. W 1995 ukończył studia w Europejskim Centrum Studiów Bezpieczeństwa im. George’a C. Marshalla w Garmisch-Partenkirchen. W latach 1998–1999 odbył studia politologiczne na Uniwersytecie Georgetown.
W trakcie studiów zaangażował się w działalność opozycyjną, był jednym z organizatorów studenckiego ruchu zwolenników niepodległości Gruzji. W 1989 brał udział w zakładaniu Ruchu Zielonych Gruzji, a w 1990 Partii Zielonych. Zasiadał w komitecie politycznym tego ugrupowania. Od 1992 kierował wydziałem w Komitecie Praw Człowieka i Mniejszości Narodowych. W tym samym roku został wybrany do Parlamentu Gruzji. Objął stanowisko przewodniczącego Komisji ds. Praw Człowieka i Mniejszości Narodowych. W czasie wojny w Abchazji (1992–1993) organizował pomoc humanitarną dla ofiar konfliktu oraz kierował ośrodkiem poszukiwania osób zaginionych i jeńców.
W 1995 został członkiem Gruzińskiego Związku Obywatelskiego, związanego z prezydentem Eduardem Szewardnadze. Z ramienia tej partii w tym samym roku uzyskał reelekcję w wyborach parlamentarnych. Rok później stanął na czele frakcji parlamentarnej tego ugrupowania. Kierował również pracami komisji antykorupcyjnej, które doprowadziły do dymisji kilku ministrów. Od 1997 kierował współtworzonym przez rząd Gruzji i ONZ projektem antykorupcyjnym. W 1998 zrezygnował ze stanowisk lidera frakcji Związku Obywatelskiego i przewodniczącego komisji antykorupcyjnej. W latach 1998–1999, w trakcie studiów w USA współpracował z senatorem Carlem Levinem.
W wyborach parlamentarnych w 1999 po raz kolejny uzyskał mandat deputowanego. W 2000 został przewodniczącym parlamentarnej Komisji Obrony i Bezpieczeństwa. W tym czasie związał się z opozycyjnym wobec prezydenta Szewardnadze ugrupowaniem Zjednoczeni Demokraci. W 2002 został wybrany przewodniczącym jego frakcji parlamentarnej. Rok później odnowił mandat parlamentarzysty. Brał aktywny udział w wydarzeniach rewolucji róż, w wyniku których prezydent Szewardnadze ustąpił ze stanowiska.
W grudniu 2003 objął stanowisko ministra spraw wewnętrznych w nowo utworzonym gabinecie Zuraba Żwanii. W czerwcu 2004 otrzymał nominację na stanowisko ministra obrony, które zachował do grudnia tego samego roku. Następnie został powołany na ministra stanu odpowiedzialnego za integrację europejską i euroatlantycką. Od kwietnia 2006 równolegle sprawuje urząd wicepremiera.
Po śmierci premiera Żwanii, od 3 do 8 lutego 2005 tymczasowo pełnił obowiązki premiera Gruzji.

## Odznaczeni
- Order Wachtanga Gorgasalego I rangi – 2013[1]